# Ятриди, Юлия
Юлия Ятриди (греч. Ιουλία Ιατρίδη; 1914 — 1996) — греческая писательница и переводчица. Дочь Жозефа Бустидуи.
Училась игре на скрипке в Афинской консерватории, изучала испанский язык и литературу в Барселонском университете. На протяжении пятнадцати лет совмещала музыкальную и филологическую карьеру, преподавая скрипку в Пирейской консерватории и испанский язык в Афинском университете.
Дебютировала в литературе публикацией ряда рассказов в 1950 году. В 1955 году выпустила первую книгу прозы, за которой последовали ещё три, а также беллетризованная биография Лопе де Вега. Наибольшую известность, однако, принесли Ятриди её переводы испанской литературы на греческий язык. Среди прочего Ятриди перевела второй том «Дон Кихота» Мигеля Сервантеса, несколько книг Мигеля Унамуно, произведения Тирсо де Молины, Пио Барохи, Алехандро Касоны, Федерико Гарсиа Лорки, Хуана Рамона Хименеса, Рамона дель Валье Инклана, а также, с французского языка, два романа Жюля Верна и сборник Эжена Ионеско.